# Міль азалієва
Міль азалієва (Caloptilia azaleella) — вид метеликів родини Молі-строкатки (Gracillariidae), раніше був поширений лише у Японії, але тепер розповсюджений по всьому світі.
Специфічний шкідник азалії. Розмах крил становить 10-11 міліметрів. Молоді гусениці молі харчуються паренхимою листків. Пошкоджені листя засихають, крошаться і опадають. Дорослі гусениці переповзають на сусідні здорові листки, згортають їх у трубку і там продовжуют свій ріст. Утворюють кукіль на нижній стороні листя, де звивають щитоподібні кокони.